# Gaular
Gaular es un municipio en la provincia de Sogn og Fjordane, Noruega. Pertenece al distrito de Sunnfjord y tiene una población de 2960 habitantes según el censo de 2015.
Gaular generalmente se subdivide tres áreas, Bygstad, Sande y Viksdalen, que son los mismos que las parroquias. Su centro administrativo es la localidad de Sande.